# Священнослужитель
Священнослужитель — в християнстві — вищий клірик; особа, яка має одну зі ступенів священства в церкві.
У строгому церковному слововживанні поняття священнослужитель відмежовується від поняття церковнослужитель і має на увазі особу, яка має благодать безпосередньо брати участь у відправленні Таїнств (диякона), здійснювати Таїнства (пресвітера) або поставляти інших людей для здійснення Таїнств (єпископа).
Поділяються на три ієрархічні ступені (по висхідній): диякони, священники (пресвітери) і єпископи (архієреї); поставляються через хіротонію.